# Guerres perso-byzantines
Guerres perso-byzantines
Batailles
- Amida (502-503)

Guerre d'Ibérie
- Thannuris (528)
- Dara (530)
- Satala (530)
- Callinicum (531)

Guerre lazique
- Phasis (555-556)

Guerre pour le Caucase
- Constantine (582)
- Solachon (586)
- Martyropolis (588)

Guerre de 602 - 628
- Antioche (613)
- Césarée (614)
- Jérusalem (614)
- Égypte (618-621)
- Sarus (625)
- Constantinople (626)
- Tbilissi (627-628)
- Ninive (627)

Les guerres entre les Perses et les Byzantins sont une série de conflits entre la dynastie perse des Sassanides et l'Empire byzantin. Elles succèdent à une longue série d'affrontements régionaux entre le monde méditerranéen et le monde perse, une des plus longues de l'histoire. Aux guerres gréco-persanes suivent les guerres perso-romaines, qui se poursuivent après la séparation de l'empire romain et la création de l'empire byzantin, puis après la conquête musulmane continuent avec les guerres arabo-byzantines.

## Avènement de la dynastie sassanide

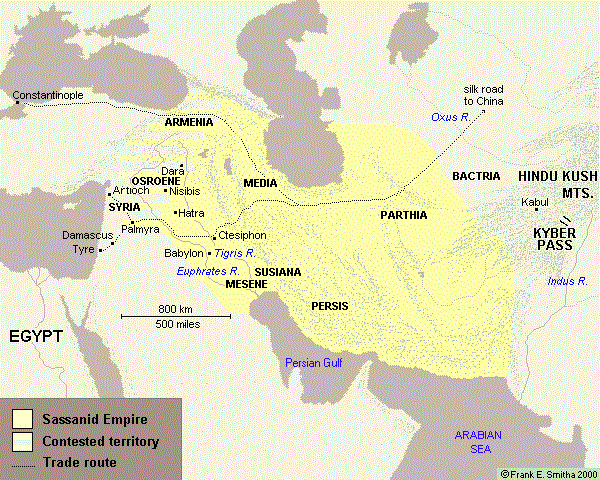
Les zones sous contrôle sassanide ont varié, mais correspondent la plupart du temps à l'Iran d'aujourd'hui et à l'est de l'Irak. Toutefois, la Mésopotamie est un motif fréquent de lutte et ni les Romains, ni les Sassanides ne la contrôlent totalement

La rapide conquête de la Mésopotamie par Trajan (115-117) n'a été que de courte durée. Des insurrections judéo-parthes couplées à des insurrections juives dans l'empire romain (connues sous le nom de Guerre de Quietus), contraignent les forces romaines à se replier, ce qui est définitif à la mort de Trajan (9 août 117). La dynastie parthe reprend ses droits après s'être repliées pendant deux ans dans le nord du pays. En 224, les Sassanides vainquent les Parthes et règnent désormais sur la région.

## Guerre d'Anastase

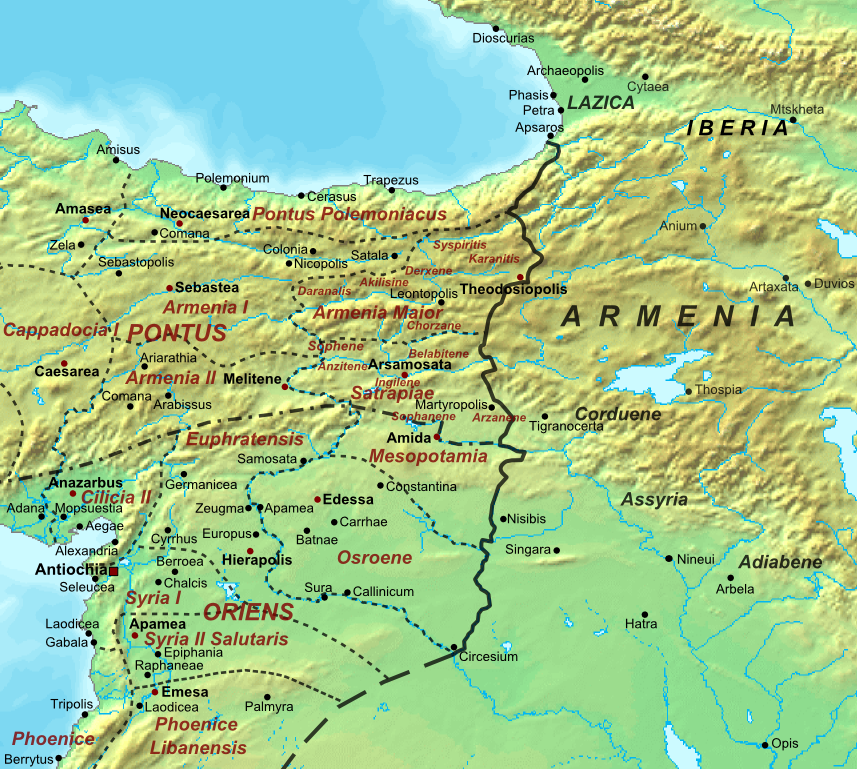
La frontière romano-perse avant la guerre d'Anastase.

La guerre de l'empereur Anastase met fin à la plus longue période de paix que les deux puissances ont connue. Elle éclate le 22 août 502 lorsque Anastase refuse de fournir un soutien financier au roi de Perse Kavadh Ier. Kavadh prend Théodosiopolis, puis le 5 octobre assiège la ville frontière d'Amida au Nord de la Mésopotamie. Elle est prise et mise à sac le 10 janvier 503 après un siège difficile.
En 503 les Romains tentent de reprendre Amida. Une armée byzantine est défaite en Mésopotamie en juillet. Fin août Kavadh envahit l'Osroène et assiège vainement Édesse. Deux nouvelles tentatives échouent le 17 et 24 septembre.
En mai 504, les généraux byzantins Patricius et Hypatius font de nouveau le siège d'Amida. Ils sont rejoints par Celer en été après son incursion en Arzanène, tandis qu'Aréobindus ravage la Persarménie et les environs de Nisibe. Un armistice est signé avec les Perses l'année suivante après l'invasion de l'Arménie par les Huns du Caucase. La paix est signée pour sept ans en avril 505. Amida est évacuée par la garnison perse contre le versement de 1 000 livres d'or.
Après une contre-offensive romaine en Mésopotamie, la paix est rétablie le 28 novembre 506. La paix signée, l'empereur Anastase Ier fait fortifier la frontière avec l'Empire perse, en particulier la ville de Dara, face à Nisibe, mais aussi Édesse, Batna et Amida. Les tensions restent vives même si aucun nouveau conflit de grande envergure n'a eu lieu pendant le règne d'Anastase, en particulier lors de la poursuite des travaux à Dara. La forteresse allait devenir un élément clé de la défense romaine, et également une source durable de controverse avec les Perses, qui se plaignent de la violation du traité de 422, qui interdit la construction de nouvelles fortifications à la frontière. Anastase poursuivit cependant la construction.

## Guerre d'Ibérie

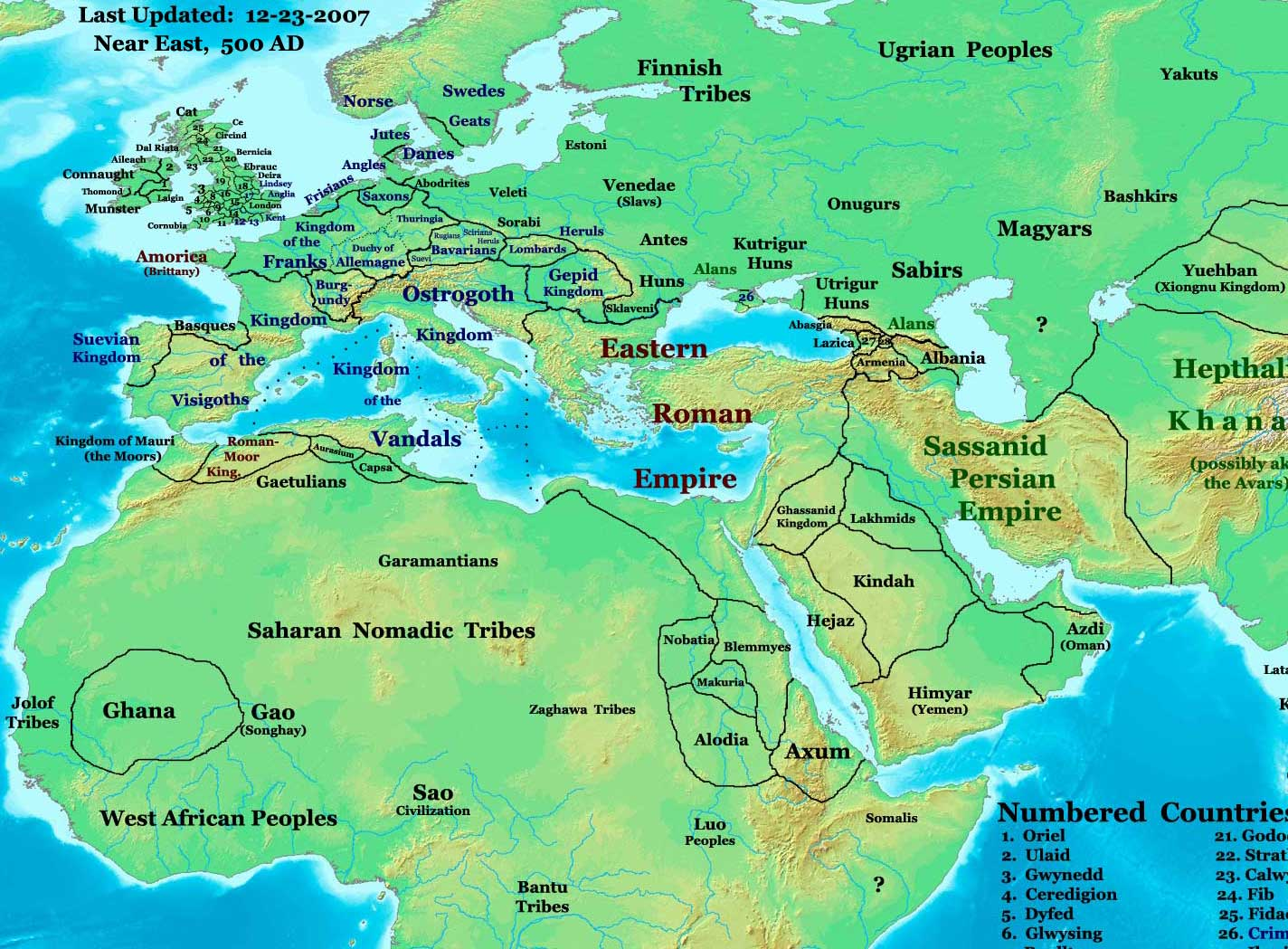
Les empires byzantin et perse en 500, et leurs voisins, dont beaucoup sont impliqués dans des guerres entre les deux puissances.

En 524/525 Kavadh Ier propose à l'empereur Justin Ier d'adopter son fils, Khosro. La proposition a été d'abord accueillie avec enthousiasme par l'empereur romain et son neveu, Justinien, mais le questeur Proculus, s'y oppose, déclarant devant le Sénat que ce serait désigner Khosro comme héritier de l'empereur. Les envoyés byzantins Hypatius et Rufin sont chargés de répondre que l'empereur n'adopte pas les Barbares au moyen d'une charte, mais par les armes.
Le conflit reprend dans le Caucase après que Gourgenes, roi d'Ibérie s'est mis sous la protection de Byzance lorsque le roi sassanide voulut convertir de force les chrétiens caucasiens au zoroastrisme (523). Justin échoue à engager les Huns de Chersonèse à prendre les armes contre les Perses, puis envoie de faibles troupes dans la Lazique. Kavadh fait marcher une forte armée en Ibérie et Gourgenes doit fuir au Lazique, où il est suivi par les Perses qui s'emparent de plusieurs forteresses frontalières. En représailles Justin envahit la Persarménie et la Mésopotamie.
En 527, les deux empires se mènent une guerre d'escarmouches le long de la frontière de la Mésopotamie. Dans le même temps, les Perses exercent une pression sur les Romains pour obtenir des fonds de leur part.
Au printemps suivant, les Byzantins alliés aux Arabes Ghassanides lancent une expédition punitive contre les Lakhmides, Arabes alliés des Perses. Pendant l'été 528, Bélisaire, assisté par une armée conduite par Bouzès et Coutzès, est chargé de construire une forteresse à Mindon (Minduos), dans le désert de Thannuris, près de Dara, lorsqu'il est attaqué par une armée perse de 30 000 hommes dirigée par Xerxès, fils de Kavadh Ier. La bataille de Thannuris, dite aussi escarmouche de Mindon, se solde par une lourde défaite pour l'armée byzantine. Bélisaire parvient à s'échapper de justesse, mais les Perses détruisent la place.
Le 21 mars 529, Mundhir, le prince arabe lakkmide de Hira, vassal des Sassanides envahit la Syrie. Il s’avance jusqu’à Antioche. En avril Bélisaire est nommé magister militum pour l'Orient par l'empereur Justinien, qui entend reprendre la main en réorganisant ses forces. Pendant ce temps Hermogène, envoyé par Justinien pour négocier la paix avec les Perses, arrive à Antioche le 12 mai. Le roi Kavadh Ier rejette ses propositions en juillet. En juin, la révolte samaritaine enflamme la Palestine (100 000 victimes, selon Procope). Elle est réprimée par le roi des Ghassanides Al-Harith, allié de Byzance.

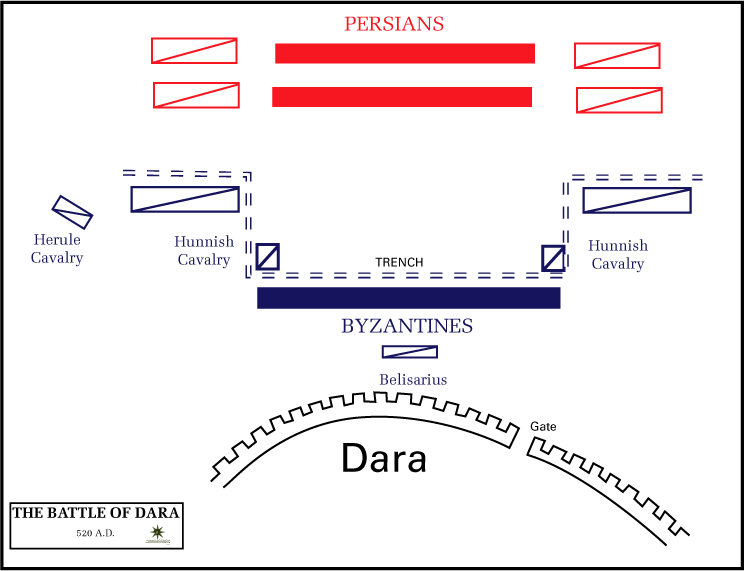
Plan de la bataille de Dara

En juin ou juillet 530 les Byzantins conduit par Bélisaire défont les Perses commandés par Pérozès à la bataille de Dara. Ce même été, une autre victoire byzantine à la bataille de Satala, en Arménie est suivie de la défection des persarméniens Narsès et son frère Aratius qui rejoignent le camp byzantin. En août Kavadh reçoit les envoyés de Justinien Rufin et Hermogène ; les négociations de paix commencent à l'automne.
Le 19 avril 531, Bélisaire est battu par le général perse Azarethès à la bataille de Callinicum en Syrie ; Bélisaire se retire à Callinicum, mais Azarethès est relevé de son commandement pour avoir subi de trop lourdes pertes et négligé de prendre Antioche. L'offensive perse en Syrie est brisée. Pendant l'été de la même année, les Romains prennent quelques forts en Arménie. Immédiatement après l'échec de Callinicum, qui a entraîné le renvoi de Bélisaire, les négociations menés par Hermogène échouent. Le 8 septembre, Kavadh Ier, malade, désigne son fils Khosro Ier pour lui succéder. Khosro assure son pouvoir en faisant assassiner ses frères et neveux. Pour cela il signe une trêve de trois mois avec les Byzantins.
Les pourparlers de paix reprennent au printemps 532. En septembre, après sept ans de guerre, le nouveau roi des Perses signe un traité de paix éternelle avec Justinien assorti du paiement d'un important tribut annuel par les Byzantins pour l'entretien des forteresses du Caucase. Les Romains récupèrent les forteresses de la Lazique, l'Ibérie reste dans les mains des Perses, mais les Ibères qui avaient quitté leur pays sont autorisés à demeurer sur le territoire romain, ou à retourner dans leur pays natal.

## Guerre lazique

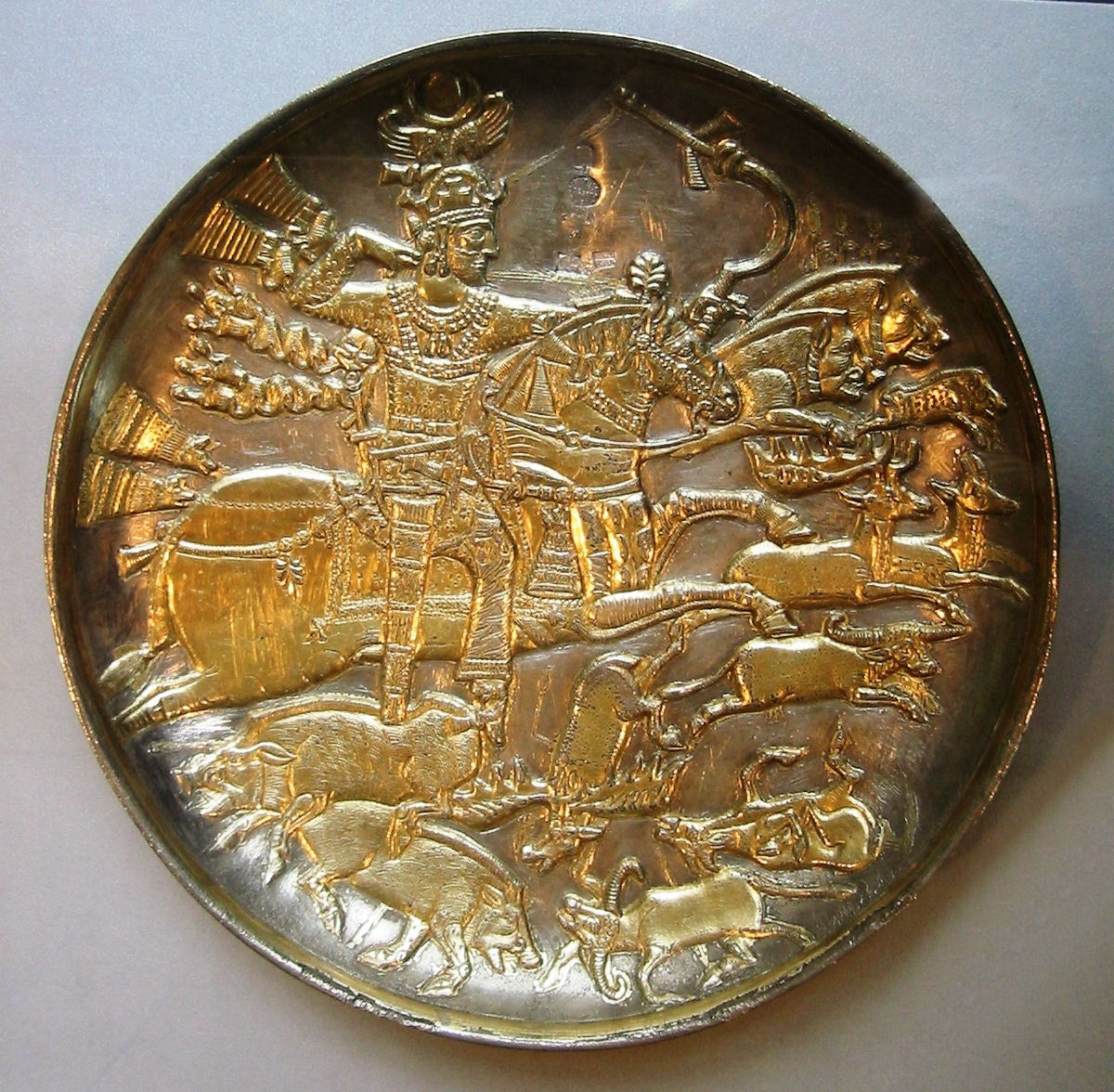
Scène de chasse montrant le roi Khosrau Ier (VIe siècle), Cabinet des Médailles, Paris).

Les Byzantins profitent de la paix pour entreprendre des campagnes victorieuses en Occident, ce qui encourage les Perses à reprendre la guerre, les forces romaines étant mobilisées ailleurs.
En 539, le Lakhmide Mundhir conduit un raid contre les Ghassanides, mais est battu par Al-Harith.
La paix est définitivement rompue en 540. Khosro envahit la Syrie, rançonne ou pille les villes. Antioche, la plus importante cité de la région, est mise à sac en juin. Sa population est déportée près de Ctésiphon.
Au printemps 541 Justinien envoie Bélisaire en Mésopotamie, avec le titre de généralissime, à la tête de l'armée d'Italie et d'Ostrogoths ; il rassemble toutes les forces dont il peut disposer, dont les troupes du ghassanide al-Harith. Il passe la frontière en juillet avec 15 000 hommes et marche sur Nisibe, qui est investie à l'automne. De son côté, Khosro, appelé par roi des Lazes Gubazès, envahit la Lazique. Le 21 juin il prend Petra, une forteresse byzantine sur la mer Noire et établit son protectorat sur le pays.
La peste de Justinien ravage alors l'empire byzantin, tandis que les Ostrogoths de Totila contre-attaquent en Italie, sans doute avec l'appui du roi perse. Au printemps 542 Khosro envahit l'Euphratène et assiège Sergiopolis. Il se retire quant Bélisaire rassemble ses forces à Europos, sur les bords de l'Euphrate, mais met à sac Callinicum dans sa retraite. Les attaques sur de nombreuses villes romaines sont repoussés et le général perse Mihr-Mihroe est vaincu et capturé à Dara par Jean Troglita.
En 543, les Byzantins envoient 30 000 hommes sous le commandement du magister militum d'Orient, Martin, pour envahir l'Arménie perse. Ils marchent sur Dvin, mais sont défaits par une petite force perse à la bataille d'Anglon. En 544 Khosro assiège inutilement Édesse. Son retrait est acheté par les défenseurs après deux mois. Une trêve de cinq ans est signée en 545 pour la Syrie et la Mésopotamie, garantie par un tribut versé aux Perses. Dans le Caucase, la guerre lazique continue jusqu'en 557.

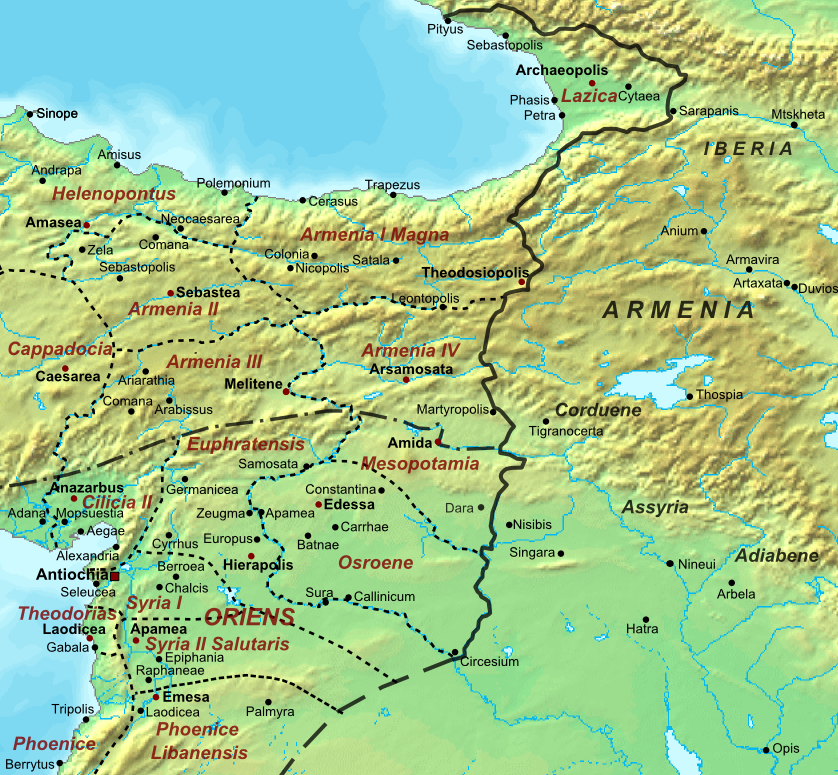
La frontière à la mort de Justinien en 565

Au début de 548, le roi des Lazes Gubazès demande à Justinien de rétablir le protectorat romain. L'empereur saisit l'occasion et envoie le général Dagisteus à la tête de sept mille hommes, qui avec mille auxiliaires Zani assiègent Pétra. L'intervention des Perses de Mermeroes oblige les Byzantins à lever le siège ; après avoir subi une défaite sur le Phasis par le roi des Lazes Gubazès, Mermeroes se replie en Persarménie.
En 551, le général Bessas qui a remplacé Dagisteus prend le contrôle de l'Abkhazie et du reste de la Lazique, et enfin prend Petra dont il détruit les fortifications. Quand il quitte le pays, le général perse Mermeroes, à la tête d'une armée importante, reprend la majeure partie de la Lazique. L'apprenant, Bessas revient sur ses pas, et attaque Archaeopolis où Mermeroes est battu avec de lourdes pertes, ainsi que d'autres forteresses de la rive droite du Phasis. Cette même année la trêve de 545 est renouvelée en excluant la Lazique pour une période de cinq ans, assortie du règlement d'un tribut annuel de 2 000 livres d'or par les Byzantins.
Les Sassanides se maintiennent cependant au Lazique, et en 554 ou 555 Mermeroes s'empare de la forteresse de Telephis, défendue par le général Martin. En juin 557, Justin, fils de Germanos, lui succède comme généralissime en Lazique et maître des milices d'Arménie. Khusro, qui est en guerre contre les Huns blancs, conclut une nouvelle trêve avec l'empire byzantin incluant la Lazique, avant la signature d'un traité de paix définitif en 561.

La paix est signée pour cinquante ans à Dara en décembre 561 par le maître des offices Pierre et l'ambassadeur perse Izadh-Gouchnasp. Justinien paye un tribut de 30 000 pièces d'or par an au roi de Perse Khosro Ier, en échange de quoi il évacue le Lazique et laisse la liberté de conscience aux chrétiens de l’empire. Les deux parties conviennent de ne pas construire de nouvelles fortifications près de la frontière et d'assouplir les règles de la diplomatie et du commerce entre les deux empires

## Guerre pour le Caucase, 572-591

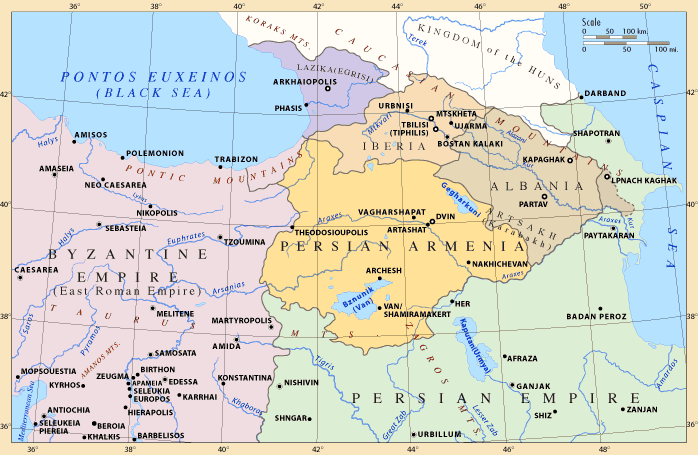
L'Arménie perse (387-591)

Les Arméniens se révoltent contre la domination sassanide le 30 mars 571, sous la protection de Justin II. Au printemps 572, Justin refuse d’acquitter le tribut dû à la Perse par le traité de 561 et la guerre recommence. Dès l'été, le général Marcien, neveu de l'empereur, arrive en Osroène, marche vers l'Arzanène qu'il ravage à l'automne sans rencontrer de résistance. À la fin de l'hiver 572-3, il attaque la frontière perse sur la ligne du Djaghdjagh.
Le 19 avril 573 Marcien part de Dara en campagne contre la Mésopotamie perse. Il bat les Perses à Sargathon et assiège Nisibe. Accusé par Justin II de prétendre à l'empire, il est rappelé, et ses troupes lèvent le siège en désordre.
Pendant l'été, les troupes perses du général Adarmahan envahissent la Syrie byzantine, ravagent les faubourgs d'Antioche, assiègent Apamée et réduisent ses habitants en esclavage, puis mettent le siège devant la ville stratégique de Dara, qui tombe le 15 novembre après six mois de siège,. La folie de Justin II oblige le gouvernement byzantin à demander une trêve d'un an, que les Perses n'accordent que contre le paiement de 45 000 sous d'or, au printemps 574.
Au printemps de 575, pendant les négociations destinées à prolonger la trêve entre Byzantins et Perses, le roi sassanide Khosrô Ier envahit brusquement l’Arménie romaine, mais ne peut prendre Theodosiopolis, et se dirige sur la Cappadoce où il se heurte aux forces du général byzantin Justinien et des Arméniens révoltés, qui lui infligent une grave défaite près de Mélitène. L'armée de Khosrô doit repasser l’Euphrate en désordre, après avoir incendié Mélitène et Sébaste. Justinien réoccupe la Persarménie et lance des raids en Atropatène. Il subit ensuite plusieurs défaites, liées à l’indiscipline de son armée composée d'auxiliaires barbares, qui vont entrainer la rupture des négociations engagées pour la signature de la paix (576-577).
Khosrô Ier ouvre des négociations de paix avec les Byzantins à l'automne 576. L'été suivant, le général Justinien est battu par le général perse Tamkhosrau en Arménie, où les Romains se sont aliéné les populations locales ; les Perses font trainer les pourparlers de paix pendant l'automne, pour retarder les préparatifs des Byzantins. Durant l'hiver 577/578, le général byzantin Maurice prend le commandement des armées d'Orient.
Au printemps 578 les pourparlers de paix sont rompus. Les Perses anticipent la fin de la trêve de quarante jours et attaquent la Mésopotamie byzantine. Le général cappadocien Maurice riposte en envahissant l'Arzanène pendant l'été et l'automne. Il entre ensuite en Mésopotamie perse où il s'empare de la forteresse d'Aphumon et met à sac Singara. Tibère II accède à l'empire le 26 septembre. Pendant l'hiver, il ouvre de nouvelles négociations de paix avec les Sassanides. Khosro Ier meurt au début de l'année suivante, et Hormizd IV lui succède. Les Byzantins envoient des émissaires en Perse pour négocier la paix. Les Perses font durer volontairement les négociations, et à l'automne, Byzance s'apprête à reconduire la guerre.
La guerre se poursuit. Pendant l'été 580, Maurice mène une deuxième campagne, puis une troisième en Mésopotamie pendant l'été 581 avec le ghassanide al-Mundhir. Il franchissent l’Euphrate et menacent Ctésiphon, la capitale des Sassanides. Pendant l'hiver Tibère II tente de nouveau de négocier la paix avec Hormizd IV. Le roi ghassanide al-Mundhir, qui s'est querellé avec Maurice est arrêté et condamné pour trahison.
Maurice défait le général Tamkhosrô, qui est tué, à la bataille de Constantine en juin 582. Les troupes Perses sont encore battues près de Dara pendant l'été. Maurice n'exploite pas sa victoire, et se rend à Constantinople où il accède à l'empire (14 août). À l'automne, le général Jean Mystacon prend le commandement des armées d'Orient. Il lance une campagne en Arzanène, mais après un premier succès est battu par le général perse Kardarigan au confluent du Nymphaios et du Tigre, à cause de la défection du légat Cours. L'été 583 Jean Mystacon retourne en Arzanène, assiège la forteresse d'Acbas sur le Nymphaios mais est repoussé à l'automne. Les négociations de paix engagées pendant l'hiver 583-584 échouent. Jean Mystacon est remplacé par Philippicus, beau-frère de l'empereur Maurice, nommé commandant des troupes d'Orient ; il recrute des troupes et fortifie Monocarton (printemps-été 584) puis à l'automne ravage les plaines de Beth Arabaye près de Nisibe. L'été 585, il poursuit les opérations en Arzanène.
Au printemps 586, les Perses renouent les pourparlers de paix avec les Byzantins quand Philippicus bat Kardarigan à la bataille de Solachon près de Dara. Durant l'été il mène une nouvelle campagne en Arzanène et assiège Chlomaron sans pouvoir la prendre, tandis qu'à l'automne le général Heraclius l'Ancien ravage les territoires perses au-delà du Tigre. L'été suivant est occupé par les Byzantins à assiéger les forteresses perses.
En avril 588 Priscus, nommé commandant des troupes d'Orient pour remplacer Philippicus, arrive à Monocarton. Deux jours après Pâques, le 20 avril, les troupes byzantines d’Orient, impayées, se mutinent. Elles se débandent et pratiquent le brigandage et la maraude. Priscus rentre à Constantinople et Philippicus est de nouveau nommé à la tête des troupes d'Orient (mai-juin). La mutinerie continue et les soldats élisent Germanus comme leur chef. Pendant l'été Germanus défend Constantina contre une attaque des Perses, puis à l'automne obtient une victoire près de Martyropolis.
La mutinerie des troupes byzantines prend fin grâce au règlement de leurs arriérés de solde à Pâques 598 (10 avril) ; Philippicus est accepté comme général. Au printemps Martyropolis est reprise par les Perses grâce à la trahison de Sittas, pendant que l'empereur Maurice organise l'invasion de l'Azerbaïdjan par les tribus du Caucase, sous la direction du prince ibérien Gouaram. Philippicus assiège Martyropolis durant l'été mais est repoussé par des renforts perses.
Le 6 février 590, le roi Hormizd IV est déposé par une révolution de palais. Son fils Khosro II est porté au pouvoir par les Grands révoltés, mais le général Bahram Chubin, victorieux des Köktürks à Hérat en 589, se révolte contre lui et prend Ctésiphon le 28 février. Khosro II se réfugie en territoire byzantin pendant que Bahram Chubin est couronné sous le nom de Vahram VI.

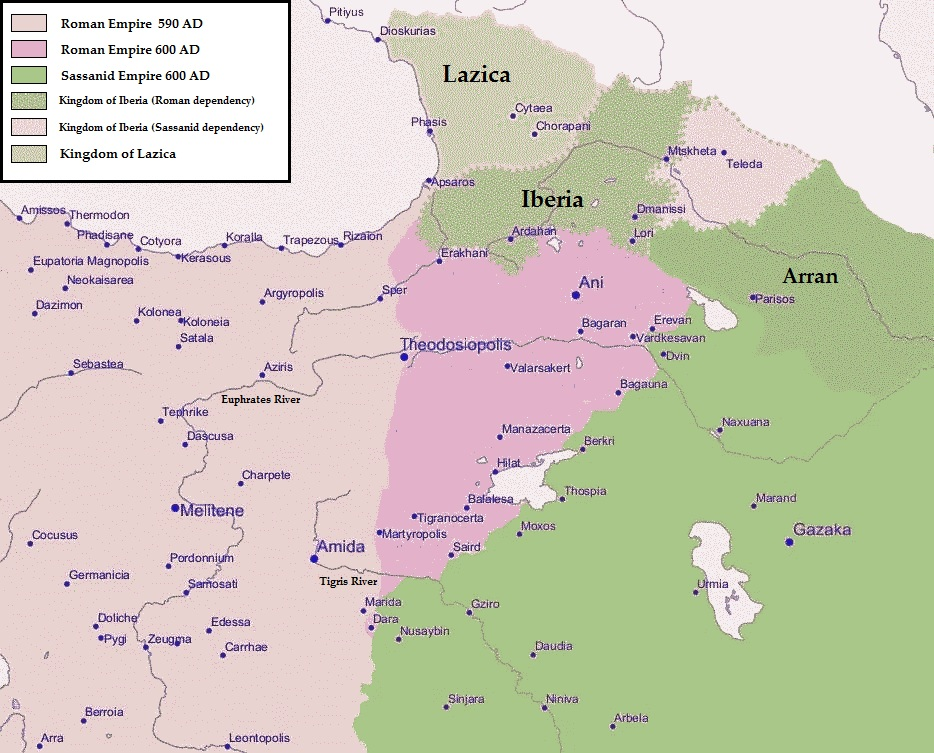
Les acquisitions byzantines après la paix de 591

Le 9 février 591, Zadesprate, officier au service de Vahram VI, est assassiné ; sa tête est envoyée à Khosro II, qui prépare une contre-offensive à Constaninia, avec le soutien de Maurice. Le général byzantin Narsès, nommé commandant en chef des armées d'Orient en remplacement de Comentiolus, avance au printemps sur Mardès, forteresse près de Dara aux côtés de Khosro II et de l'évêque de Mélitène Domitien. Les Arabes des environs se rallient à Khosro qui envoie les clefs de Dara à l'empereur byzantin Maurice, qui de son côté confirme officiellement qu'il adopte Khosro. Narsès avance à 150 km de Mossoul où il reçoit des renforts d'Arménie. Le général perse Mabad prend Ctésiphon et proclame Khosro roi. Il massacre les partisans de Bahram, dont les Juifs de la ville. Bahram est battu par Narsès en juin entre Arbèle et Kirkouk ; il s'enfuit au Khorassan chez les Turks qui plus tard le mettent à mort. À l'automne, la paix est signée entre les empires byzantin et perse. En retour de son aide, Maurice reçoit d'importantes concessions territoriales (l’Arménie jusqu’au lac de Van et Tiflis, Dara et Martyropolis) et Khosro se montre tolérant envers les chrétiens.

## Guerre de 603-628

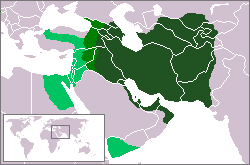
L'empire sassanide à son apogée, vers 620. La zone ombrée indique les régions sous contrôle militaire sassanide.

L'empereur Maurice, en usant de sa diplomatie et en aidant Khosrô II à accéder au trône en 591, achète en quelque sorte la paix. La mort de Maurice, à qui le roi perse doit son trône, libère celui-ci de ses scrupules, et en 603, Khosrô II lance une grande offensive contre l'empire byzantin. Rapidement, son armée s'empare de l'est de l'Anatolie puis se dirige vers la Syrie. Ce sera l'exarque de Carthage qui agira pour sauver la situation. Il envoie son fils Héraclius à la tête d'une flotte en direction de Constantinople où il renverse Phocas en 610 avec l'assentiment du peuple. En 613, les Perses s'emparent de la Syrie et en 614 de Jérusalem. L'église du Saint-Sépulcre, bâtie par Constantin le Grand, est brûlée, et la Sainte Croix, miraculeusement déterrée par la mère de Constantin, est emportée par les Perses.
Pris en étau entre les Perses, qui s'emparent de toutes les provinces orientales de l'empire, et les Slaves qui se déversent en flots continus dans la péninsule balkanique, Héraclius réorganise tout d'abord les dernières provinces d'Asie Mineure encore sous son contrôle. Il divise l'ouest anatolien en quatre thèmes dont l'administration militaire est confiée à un stratège. Depuis l'installation des Germains en Europe occidentale au Ve siècle, l'empire manque de mercenaires pour couvrir ses besoins militaires. On a longtemps pensé qu'Héraclius avait instauré alors le régime des stratiotes. À chaque paysan soldat sont attribuées une terre et une charge militaire, l'une et l'autre étant inaliénables et héréditaires. Ce système, combinant une division de l'empire en thèmes et une armée composée de stratiotes, sera la base sur laquelle reposera la puissance militaire de l'empire byzantin jusqu'au XIe siècle. Mais en fait ce système est sans doute plus tardif.

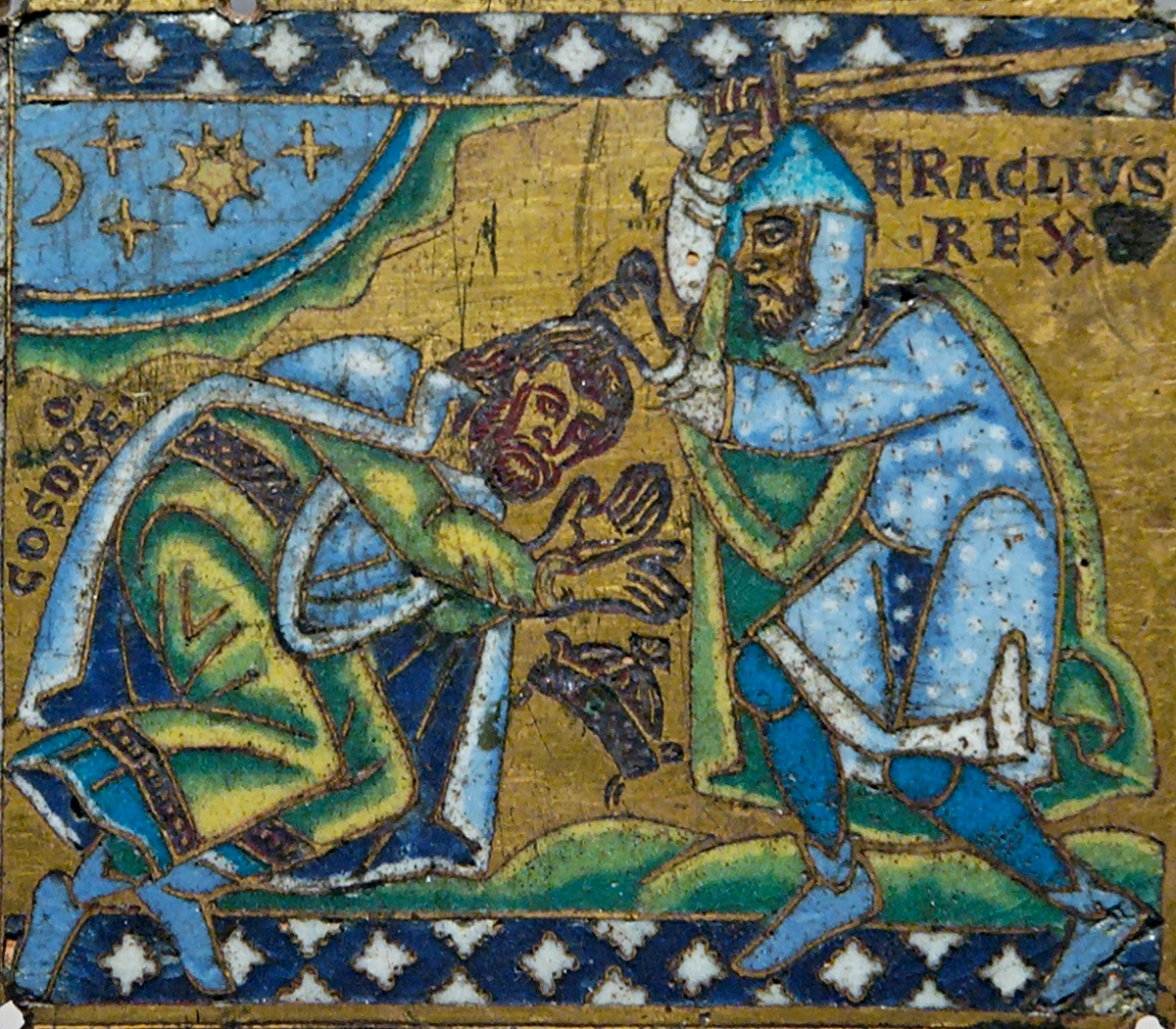
L'empereur byzantin Héraclius soumettant le roi sassanide Khosro II, plaque provenant d'une croix. Émail champlevé sur cuivre doré, 1160-1170, vallée de la Meuse.

Ainsi, l'État byzantin se redresse spectaculairement avec, en outre, le soutien financier et spirituel de l'Église. Ainsi en 622, Héraclius met en déroute l'armée perse, puis en 623, il emmène son armée dans une campagne militaire de plusieurs années. Il reconquiert l'Arménie et le Caucase, et en 625 son frère défait une puissante armée perse. Profitant de la campagne de l'armée byzantine en Asie Mineure, les Perses, les Bulgares et les Avars s'allient pour assiéger Constantinople en 626. Mais le mur de Théodose résiste et la flotte byzantine montre sa supériorité, si bien que le siège est levé avant la fin de l'année. La dernière grande bataille a lieu en 627 à Ninive. L'armée perse est anéantie. En 628, les Perses, qui ont renversé Khosrô II, concluent un traité de paix par lequel ils restituent tous les anciens territoires byzantins. Enfin, Héraclius ramène la « Sainte Croix » à Jérusalem en 630.

## Sources
- (en) Cet article est partiellement ou en totalité issu de l’article de Wikipédia en anglais intitulé « Byzantine–Sassanid Wars » (voir la liste des auteurs).